# ФК Партизан Бумбарево Брдо
ФК Партизан је српски фудбалски из Бумбаревог Брда, општина Кнић. Тренутно се такмичи у Шумадијској окружној лиги, петом такмичарском нивоу у српском фудбалу.
Боја клуба је црно-бела. Стадион прима око 1000 гледалаца.

## Историја
Клуб је основан 1. маја 1946. Група чланова партије, СКОЈ-а и други грађани, окупили су се у црквеном дворишту и дали име првом званичном клубу Бода Радоњић-Бумбарево Брдо. Име је дато по тадашњем борцу у партизанској јединици, који је погинуо на Сремском фронту.
Давне 1955. године, због нових прописа клуб није могао да носи име Бода Радоњић већ само Бода. Пошто су у Бумбаревом Брду једни навијали за Партизан, а једни за Црвену звезду, предложено је да се клуб назове или Партизан или Црвена звезда. Подељени су листићи и почело је гласање. Победили су навијачи Партизана тесним резултатом. Од тада клуб носи име Партизан Бумбарево Брдо.
Успон клуба у новијој историји почиње у сезони 2008/09 када Партизан заузима прво место у Шумадијској окружној лиги и прелази у Зону Дунав, четврти ранг такмињења. У сезони 2009/10. екипа се такмичила у зони Дунав и заузела прво место, са пет поена више од Сељака из Михајловца. Овим је клуб до тада направио највећи успех у историји фудбала пласиравши се у Српску лигу Запад, трећи такмичарски ниво српског фудбала. У првој сезони у Српској лиги Запад Партизан је освојио треће место. И наредне три године Партизан се такмичио у Српској лиги заузимавши 8, 14 и 13 место. 
У сезони 2013/14 екипа је направила најбољи успех у Купу Србије. у предколу су у Бумбаревом брду савладали Колубару са 3:1 и пласирали се међу 32 екипе. Тамо су на свом терену поражени од суперлигаша, суботичког Спартака са 0:3.
Међутим сезона 2013/14 није завршена како је почела. Иако је клуб заузео 13. место и опстао у лиги, одлучено је да се због финансијских проблема пребаци два ранга ниже у Шумадијску окружну лигу.